# 7 Days to Die
7 Days to Die (7DTD) (literalmente en español: 7 Días para Morir o 7DPM) es un videojuego perteneciente al género de Videojuego de terror, mundo abierto, sandbox basado en voxel y supervivencia, creado por la empresa The Fun Pimps. Es un videojuego de acción en primera y tercera persona, el videojuego combina el combate, la mejora del personaje por niveles, la elaboración de materiales, la construcción, el saqueo, la minería, la exploración, la comercialización, la agricultura y la personalización del personaje. Antes del lanzamiento en Steam se lanzó el 16 de agosto de 2013 y luego fue lanzado a través de un acceso temprano a través de Steam el 13 de diciembre de 2013 para Mac y PC. Las versiones para PlayStation 4 y Xbox One salieron a la venta el 28 de junio de 2016 a través de Telltale Publishing. El videojuego salió de su etapa de acceso anticipado y se lanzó  en todas las plataformas de manera definitiva de su lanzamiento oficial el 25 de julio de 2024 tras casi 11 años.

## Desarrollo
La versión Alfa de Windows del juego se lanzó el 16 de agosto de 2013 para las personas que pre-ordenaron el videojuego en micromecenazgo o en PayPal. A partir del 11 de agosto de 2013, el desarrollo del juego continúa con una campaña de micromecenazgo que finaliza el 15 de agosto. La fecha de lanzamiento estimada fue en mayo del año 2014 para Microsoft Windows; las versiones para Macintosh y Linux fueron planeadas para más adelante en el año.
El videojuego también tuvo luz verde en Steam después de 23 días, obteniendo más de 75,000 votos a favor, 8,340 seguidores y 8,700 favoritos. Fue número uno en Steam Greenlight, después de solo 16 días con más de 56,000 votos. La versión para Mac se lanzó el 13 de septiembre de 2013 al mismo tiempo que la actualización Alfa 1.1.

### Versiones Alfas

#### PC
Alfa 1.0 (1.1): 7 Days to Die fue lanzado al público en Alfa 1.0 el 16 de agosto de 2013. Solo los usuarios que habían respaldado el videojuego a través de la campaña de micromecenazgo o que lo compraron a través de PayPal tuvieron acceso al Alfa hasta el Alfa 5, que se lanzó en Steam como videojuego de acceso anticipado el 13 de diciembre de 2013.
En esta primera Alfa una de las primeras cosas que se añaden es soporte para la versión Mac, más opciones de servidor dedicado, y poco más.
Alfa 2: se lanzó el 9 de noviembre de 2013 y se agregó una nueva gran ciudad de Wasteland en Navezgane llamada Gravetown, nuevo desarrollo de viviendas, colmenas de avispas gigantes, nuevos mapas de partidas como el Mp Death Wasteland War y el Forest Skirmish, se agregó el rifle de caza, la ballesta de hierro, la bomba casera, la escopeta de bombeo, nidos de pájaros que se pueden saquear, nuevos zombis como el perro zombi, etc.
Alfa 3: se lanzó el 19 de noviembre y añade varias recetas nuevas, nuevos sonidos, etc.
Alfa 4 (4.1): se lanzó el 24 de noviembre de 2013 y lo que agrega es, nuevas recetas, nueva característica para la posición de vista previa y la rotación para colocar bloques, nuevo conjunto de sonido de rotación de bloque, cuchillo de caza, cuchillo de hueso, El "vaso vacío" ahora también se puede llenar con agua en los inodoros, y más cosas se añadieron y cambios.
Alfa 5: se lanzó en el viernes 13 de diciembre de 2013, el juego sale en Steam y lo siguiente que añade es, nueva iluminación y opciones para ello, nuevas nubes, espectros de color de sol y niebla para que cada bioma sea único, transiciones de bioma para que se mezclen suavemente entre los colores, perro zombi puede atravesar agujeros de 1 metro, nuevo zombi: oruga, reflejos espectaculares de agua para el sol y la luna, nuevos sonidos, nuevas recetas, etc.
Alfa 6 (6.1, 6.2, 6.3): se lanzó el 15 de enero de 2014 y añadieron un nuevo bioma: bosque de nieve en Navezgane, 3 nuevos zombis del bioma bosque de nieve: cazador frígido, leñador y el trabajador helado, una ciudad nueva, nueva herramienta el hacha de piedra, la fragua, sistema de montura y desarme de las armas de fuego, 3 nuevos campamentos del ejército y otras ubicaciones, accidentes automovilísticos en el mundo, agregaron más autos y señales y más decoraciones en el mundo, nuevas recetas, etc.
Alfa 7 (7.1, 7.2, 7.3, 7.4, 7.5, 7.6, 7.7, 7.8, 7.9, 7.10, 7.11): se lanzó el 28 de febrero de 2014 y lo que agregaron fue: nuevas texturas de terreno de alta resolución, nuevo eje del sol agregado y luna más brillante, nuevo sistema de sigilo, sistema de cocina para fogatas con muchas nuevas recetas y mejoradas, sistema de desove de zombis con el ruido que trata de que pueda aparecer una minihorda de zombis por los ruidos de los jugadores, grava en el subsuelo, etc.
Alfa 8 (8.1, 8.2, 8.3, 8.4, 8.5, 8.6, 8.7, 8.8): se lanzó el 4 de mayo de 2014. Que incluyó una actualización de las imágenes a las animaciones de los zombis, terreno suavizado, los airdrops, enormes rocas en la superficie que dan piedra y hierro, etc.
Alfa 9 (9.1, 9.2, 9.3): se lanzó el 15 de agosto de 2014 y agregó mundos generados al azar, sistema de enfermedades y nuevas lesiones, medicamentos, "reforma" de los modos de juego, nuevos efectos de luz y nuevos gráficos, etc.
Alfa 10 (10.1, 10.2, 10.3, 10.4): fue lanzada el 22 de noviembre de 2014 y agregó un editor de personajes con cambio de rostro/cuerpo y vestimenta visible, un nuevo sistema de mapas de calor del mundo de las hordas de zombis, un nuevo sistema de bienestar, manera más realista de romper las puertas, nueva herramienta pistola de clavos, el agua ralentiza al personaje, etc.
Alfa 11 (11.1, 11.2, 11.3, 11.4, 11.5, 11.6): se lanzó el 2 de abril de 2015, donde actualizaron a Unity 5, que incluye mejoras gráficas en general, un nuevo sistema de rango de calidad para las armas y otros objetos como las herramientas y las armaduras, las 2 nuevas armas que son el arco primitivo y el trabuco, sistema de niveles del personaje, la herramienta pala de piedra, un nuevo bioma: el bosque quemado, un nuevo zombi: quemado, etc.
Alfa 12 (12.1, 12.2, 12.3, 12.4, 12.5): se lanzó el 3 de julio de 2015, y se agregó el primer vehículo la minimoto, nuevo animal el oso, sistema de climas que son la lluvia y la nieve, nuevo sistema de sonido y físicos, nueva animación de caída de árboles, etc.
Alfa 13 (13.1, 13.2, 13.3, 13.4, 13.5, 13.6, 13.7, 13.8): se lanzó el 12 de diciembre de 2015, agregando elementos de supervivencia a las temperaturas, un sistema de habilidades (skills), nuevo diseño en los zombis, nuevos zombis, la captura de movimiento en los zombis, el sistema de mutilar zombis, la metralleta AK-47, nuevos animales que son el oso zombi y el pollo, sistema de mejora de bloques, barra de "salud" se muestra cuando rompes algo, hay coches en las carreteras en las afueras y los puedes desmontar, etc.
Alfa 14 (14.1, 14.2, 14.3, 14.4, 14.5, 14.6, 14.7): fue lanzado el 26 de marzo de 2016. En esta versión metieron: el sistema de misiones, el sistema de búsqueda de tesoros, la mesa de trabajo, la hormigonera, islas, etc.
Alfa 15 (15.1, 15.2): fue lanzado el 5 de octubre de 2016. Esta versión incluye: supervivientes (solo comerciantes), los "bloques de sangre" vuelven, logros del juego, traducción a varios idiomas incluyendo el español, nuevos minerales y metales (plata, oro y diamantes), la estación de química, nuevas mejoras en la naturaleza como montañas más altas, nuevas ubicaciones y edificios, y más cosas.
Alfa 16 (16.1, 16.2, 16.3, 16.4): fue lanzado el 6 de junio de 2017. Incluyó distintas novedades, entre las cuales están: nuevos animales que son el lobo, el lobo gigante, la serpiente, el buitre zombi y el jabalí, hay nuevos edificios y ubicaciones, el sistema de electricidad, sistema de pintura, más variedad de construcción, edificios y ciudades y pueblos distantes, más recetas, más habilidades, nuevas armas que son el arco compuesto y el cóctel molotov, nuevos objetos, nuevos zombis, nueva característica "zombis durmientes", mejoras en la IA de los zombis como en el comportamiento a la hora de encontrar el camino más corto y fácil hacia el usuario sobre todo en las hordas, y más contenido. 
Alfa 17 (17.1, 17.2, 17.3, 17.4): el 11 de diciembre de 2018 se lanzó esta versión. En este Alfa han metido un sistema de búsqueda, 4 nuevos vehículos, nuevo modelo más realista de la minimoto, nuevas físicas para los vehículos, nuevas animaciones para el personaje masculino y femenino, nuevas animaciones para los animales, muchos mods para las armas, herramientas y las armaduras, muchos nuevos edificios y ubicaciones, los edificios ahora son al estilo mazmorras, sistema "armarios de zombis", las armas y las herramientas se pueden teñir, nuevas texturas y pinturas, un sistema curioso de peso, agregaron un nuevo modelo de ciervo macho y como nuevo animal ciervo hembra (gama), agregaron a grace (jabalí gigante radiactivo), ahora las flechas y los pernos se adhieren a cualquier entidad y en algunas superficies, sistema "muñeco de trapo", soporte para el Directx 11 y el Vulkan, la sierra de mesa, chats como el chat amigo y más mejoras en el modo en línea, nueva barra indicadora de XP, completa renovación y mejora del sistema HABILIDADES, sistema de diálogos con los comerciantes, sistema de misiones con los comerciantes, nuevos comerciantes, nuevo medidor para el sigilo, árboles e iluminación distantes, y muchas más cosas.
Alfa 18 (18.1, 18.2, 18.3, 18.4): el 2 de octubre de 2019 lanzaron esta versión. Esta versión han añadido optimizaciones y han actualizado el motor gráfico al Unity 2019.1, han equilibrado a los zombis como que ahora desovan menos por los biomas, también los zombis tienen nueva mecánica que consiste que corren un poco hacia el jugador cuando reciben daño, se han balanceado los atributos, ahora el jugador gana 1 de vida y resistencia por cada nivel y ya no por atributos, el nivel 6 de calidad de los objetos se considera legendario y no se pueden craftear (fabricar), vuelven los libros y los esquemas con un total de 16 juegos de libros y 112 libros únicos, vuelven las piezas de armas y herramientas, ahora el nivel de calidad de los objetos solo afecta de cuantos mods puedan llevar y no en los atributos, los atributos como el daño en los objetos ahora es aleatorio y no depende del nivel de calidad, el sistema de agricultura a cambiado y ahora requiere de parcelas de cultivos para poder plantar, nuevos mods como los del bolsillo, se ha agregado el sistema de ganzúas, mejora en la búsqueda del botín, mejora del botín en el comerciante, mejoras en las penalizaciones por la muerte para que no sea tan tedioso, algunas mejoras de sonido y nuevos sonidos, nueva música de la partida del juego, nuevas configuraciones para la luna de sangre, mejoras de algunas animaciones y nuevas animaciones, nuevo sistema de infección, nuevo sistema de disentería e intoxicación alimentaria, la armadura reduce mucho el aturdimiento, ahora los tintes tienen su propio icono y hay ranuras separadas para los mods y los tintes, todos los iconos del juego son ahora de alta definición, un total de 18 nuevas armas como la metralleta M60 y el bate de béisbol, nuevo modelo de torreta y sin cables: torreta robótica, nueva munición de las balas que son el HP y el AP, las lanzas también se adhieren a cualquier entidad y en algunas superficies, ahora las armas de fuego expulsan casquillos de bala cuando disparas, nueva mezcla de terreno y mejoras del sombreado, nueva generación mundial aleatoria, el juego tiene ahora 4 mundos 8k generados, más de 101 nuevas ubicaciones y docenas de ubicaciones antiguos rehechos, nuevas texturas para la montaña y el bioma desierto, puentes y puertas eléctricas, mejora en el sistema de construcción, capacidad de salto en algunos animales, mejora en la IA de los animales y los zombis, nuevos animales: coyote y un león de montaña (puma), nuevo zombi: demolición, nuevas texturas en cada mineral para la minería, rocas de superficie en 3D para cada mineral, 9 idiomas nuevos en el juego y con un total de 14 idiomas, traducción completa de todos los idiomas disponibles, la comerciante Jen ahora tiene su propia voz femenina, soporte de modificación aunque sin Workshop todavía, y muchas más cosas.
Alfa 19 (19.1, 19.2, 19.3, 19.4, 19.5, 19.6): el 29 de junio de 2020 lanzaron esta versión. Esta Alfa incluye mucho contenido: una mejora significativa de la iluminación (iluminación de espacio de color lineal), pantalla de carga interactiva, soporte mejorado para el mando, nuevas lesiones y sus iconos de indicación para el personaje como abrasiones, brazo torcido o roto y entre otras, barras del hambre y sed (IU) debajo del cinturón, personajes en HD como algunos zombis y algunos comerciantes, mejoras en los comerciantes, sistema de música dinámico, progresión de equilibrio del botín, progresión de equilibrio enemigo, sistema de iconos durante la partida, mejoras en las misiones, muchas nuevas ubicaciones en el juego, el mapa Navezgane es más grande, mejoras en la generación del mapa procedural, revisión completa del arte y el juego de muchas ubicaciones antiguas, actualizados los árboles de nieve con nieve en 3D, actualizados los árboles quemados, nuevos cielos más realistas, niebla más realista, las mayoría de las texturas del entorno están actualizadas, tiendas comerciales actualizadas con nuevos adornos y sitios para saquear, un total de 6 nuevas armas como la Desert Vulture de calibre 44, la escopeta automática y el rifle de asalto táctico, algunas armas y herramientas antiguas actualizadas, algunas armas y herramientas balanceadas, nuevas comidas y por primera vez golosinas (11 de ellas) con ciertos beneficios, nuevos libros de beneficios y 3 conjuntos de libros, equilibrio de beneficios como en "Tyrannosaurus sexual", mejoras de IA en los enemigos, nuevas animaciones aleatorias de "entrada" y caída de los zombis, sistema de seguimiento de la cabeza y es que ahora los zombis y los demás NPCs girarán la cabeza para mirar a su objetivo, los zombis y los animales (y animales zombis) pueden nadar en el agua, los zombis y el oso tienen animaciones de natación, modelos de brazos del jugador/a actualizados en HD, sistema de resolución dinámica, mejoras en los vehículos como las colisiones o que al conducir te aumenta el hambre y la sed, cambios de configuración y más en la administración de servidores y multijugador, mejoras en el soporte de modificación, mejoras en el editor de niveles, mejoras en la interfaz de usuario, nuevos audios y mejoras en el audio, otras mejoras visuales como que el sol atraviesa la niebla, fases lunares específicas cada 7 días, entidad física rígida utiliza la masa real, opción para cambiar el tamaño de la pantalla FPS, mejoras de transparencia de agua y también tiene olas, ondulaciones y espuma de borde, un sistema en los inventarios para ordenar y/o transferir el botín, el cinturón del jugador tiene 10 espacios, en las cajas se pueden escribir textos, un nuevo sistema de sonido ambiental con nuevo contenido, se añade la primera versión de Twitch Integration, y muchas más cosas.
Alfa 20 (20.1, 20.2, 20.3): el 6 de diciembre de 2021 subieron esta versión. Se dice que esta Alfa es la más grande hasta la fecha. El gran contenido que incluye consiste: una versión completamente nueva de la creación de Random Gen World con un generador de sistema parcial, más de 200 puntos de interés nuevos y muchos de los puntos de interés más antiguos actualizados con más de 550 ubicaciones explorables en total, todos los zombis (personas y el perro zombi) y comerciantes en HD, algunos zombis nuevos, 6 nuevas armas y 13 remakes en HD, menú de formas revisado con cientos de formas nuevas organizadas, más de 1300 formas únicas para elegir de cada material fabricable, el menú creativo también se ha revisado con un nuevo sistema de categorías, mejoras en la colocación de bloques con vista previa indicada por colores, agregado el dron robótico y sus modificaciones, el sistema Dynamic Imposter realiza cambios precisos en los puntos de interés y las bases de los jugadores a distancias lejanas, mejoras de renderizado con cientos de nuevos modelos PBR, mejoras en las misiones incluyendo un nuevo tipo de misión por la noche relacionado con la electricidad, mejoras en la IA de los zombis, nuevas animaciones de los zombis como que se pueden agachar y gatear y pasar por debajo si les es necesario, nueva opción del juego sentido salvaje, modificaciones para los vehículos, ahora se pueden teñir los vehículos, cambios y mejoras en la búsqueda y etapas de botín del juego, música dinámica mejorada, sistema de audio ambiental con contenido nuevo, sistema meteorológico mejorado con un clima más distinto y variable, opciones de vídeo para Anti-Aliasing - Temporal (TAA) y AA Sharpening junto con un sistema de detección automática, se han mejorado las animaciones de la 1.ª persona a la 3.ª persona, nuevo sistema de desmembramiento con algunos zombis, se ha mejorado la integración de Twitch con muchos comandos nuevos y más, la nueva creación de RWG es más rápida y admite mapas de 6k, 8k y 10k, ciudades y pueblos más realistas con mucho contenido nuevo como las marcas viales en las carreteras y mucho más, los árboles ahora tienen un cepellón para sellar los agujeros en la base del tronco, nuevas texturas de terreno, nuevas texturas de bloque, mejoras de iluminación y cielo, las ramas de los árboles y las plantas ahora se mueven cuando sopla el viento, se agrega ráfagas de viento, sub bioma de pasto corto en el bioma bosque, mejoras en el loot de los comerciantes, y muchas más cosas.

#### Consolas
En abril de 2016, se anunció el videojuego para la PlayStation 4 y Xbox One. Fue publicado por Telltale Publishing y publicado en junio y julio de 2016.
La versión actual para PS4 a partir de febrero de 2019 es la v1.18 y la versión actual para Xbox One es la v1.0.18.0 pero de momento ya no reciben actualizaciones.
El juego para la versión de consolas se quedó estancada en la equivalencia Alfa 15 debido a problemas financieros de la empresa Telltale Publishing y en julio de 2017 no ha recibido una actualización significativa. TFP después de un largo y tedioso proceso legal en una subasta cerrada, volvió a adquirir los derechos de publicación de la consola completa en las versiones actuales y futuras de 7 Days to Die para PS4 y Xbox One. Están investigando todas las opciones y lo más probable es que lancen una actualización para la actualidad después de que el juego salga completo para la versión de PC y es probable que la actualización sea para la siguiente generación de consolas.

## Historia y premisa
La historia se ambienta en un futuro próximo, donde una Tercera guerra mundial ha dejado a la tierra en ruinas, los humanos están hundidos en odio y dolor. Muchos creían que todo esto ocurría por causa de la radiación, las armas bioquímicas o un acto de Dios, pero no era ninguna de las anteriores, sino que todo era a causa de un virus desconocido que pronto transformaría a los humanos supervivientes en un ejército de muertos vivientes, actuando como un ser de una sola mente. 
El jugador toma el papel de un superviviente atrapado en un mundo salvaje infestado por zombis del condado Navezgane, Arizona: uno de los últimos verdaderos Edén en la tierra. La palabra Navezgane significa "asesino de monstruos" en apache. Los apaches habían habitado la tierra desde hace siglos. 

## Características y jugabilidad
En 7 Days to Die el jugador puede elegir un mundo generado al azar, el mapa por defecto Navezgane, o uno de los 4 mundos 8k generados (uno de ellos se llama Voluya Territory), con el objetivo de sobrevivir el mayor tiempo posible. 
De noche los zombis corren y son más agresivos, y cada vez que el jugador va subiendo de nivel los zombis son cada vez más difíciles y agresivos y aparecerán los ferales y luego los irradiados (más información de estos abajo en donde pone Clases de zombis). 
El juego tiene etapas de botín y 4 etapas o niveles tecnológicos de elementos en donde en cada una de ellas aparece un botín mejorado. Tech 0 o primitivo (GS 1-11), Tech 1 (GS 12), Tech 2 (GS 50), Tech 3 (GS 91). 
El juego tiene pantalla de carga interactiva con ciertas imágenes del juego y varios consejos para ayudarte en la experiencia en el juego y puedes avanzar o retroceder para mirar los consejos que quieras. 
El juego cuenta con un sistema de música dinámico en donde dependiendo de la situación se reproducirá cierta música. 
En el juego hay un sistema de iconos durante la partida y consiste en que los lugares importantes, de interés y ubicaciones que marca el jugador lo verás con iconos con un cuenta km en cada icono para que el jugador llegue a su destino con más facilidad. 
En el juego se cuenta con la habilidad de crear, destruir y manipular objetos. El juego también cuenta con un sistema de física, por lo que si una construcción o estructura no posee soportes, como pilares y muros, se puede derrumbar y hasta matar al personaje. 
Para poder crear algunos objetos se necesitan libros, esquemas, fogatas, habilidades, la fragua, la mesa de trabajo, la hormigonera, la estación de química y la sierra de mesa. Las recetas son libros y esquemas, y cada uno contiene información de cierto objeto, el jugador deberá leerlo y al "estudiarlo" ya podrá crear dicho objeto. También existen los juegos de libros o conjuntos de libros que cada uno de ellos son una compilación de libros.
El juego está basado en voxel usado en otras entregas como Minecraft, lo que permite que la construcción sea simple, y cualquier objeto se pueda destruir en un entorno totalmente con físicas simuladas en terreno liso.
El enfoque principal del juego es hacer que el jugador/es traten de sobrevivir por la noche y el mayor tiempo posible, ya que el juego cuenta con un ciclo de día y noche, por lo que los zombis son lentos durante el día excepto la criatura salvaje, los ferales, los irradiados y los animales zombis, sin embargo cualquier zombi por la noche (excepto la oruga y la araña) pueden correr y son más agresivos. Asimismo, el juego cuenta con un sistema en el que el personaje necesita alimentarse con comida e hidratarse bebiendo agua u otras bebidas. También hay golosinas en el juego que no alimentan ni sacia el hambre ni la sed del jugador pero si cada golosina tiene ciertos beneficios. También cuenta con otras características como la estamina, resistencia a la radiación, etc.
El jugador también puede enfermar y sufrir otros problemas de salud como tener diarrea, romperse una pierna, infecciones o romperse un brazo, entre otros, así que hay que evitar caer muy alto, sufrir mucho calor o frío, etc. Hay medicinas, vendajes, botiquines, etc. Para evitar la intoxicación alimentaria hay que comer solo comida enlatada aunque la comida cocinada tiene muy pocas probabilidades de intoxicarte, la intoxicación alimentaria no es letal, luego la disentería se contrae de cualquier manera excepto con el té, el café y el agua mineral. Hay que cuidar al jugador en todos los aspectos.
Hay airdrops en el juego, cada ciertos días pasara un avión y a lo lejos lanzará en paracaídas una caja de suministros, contiene cosas valiosas para el jugador.
Hay agricultura y minería en el juego. Podrás cultivar semillas de plantas en parcelas de cultivos y árboles en cualquier terreno de tierra, y todo esto para tener cosecha de alimentos, madera, etc, hay fertilizantes para mejorar la tierra fértil para el cultivo. El jugador también puede encontrar cuevas, minas y rocas de piedra o de cada mineral en la superficie dependiendo del bioma para conseguir piedras, minerales y/o metales, o cavar en cualquier suelo o por debajo de una roca de un mineral y hacerse una mina propia para la explotación de recursos, actualmente hay hierro, carbón, potasio, plomo, esquisto bituminoso, piedra, suciedad, arcilla, grava, arena, arena fina, nieve, plata, oro, diamantes. También en algunos lugares de construcción y en algunos edificios hay unas cajas azules con adoquines y sacos con cemento, con una pala puedes obtener estos recursos.
El juego tiene una gran variedad de armas como la lanza de piedra, el arco primitivo, la ballesta de hierro, la ballesta compuesta, el garrote de madera, el bate de béisbol, el revólver de tubería, el revólver, la Magnum 44, la Desert Vulture de calibre 44, la escopeta automática, la SMG-5, la metralleta AK-47, el rifle de asalto táctico (basado en la M16A1), la metralleta M60 y muchas más. Las armas así como las herramientas te las puedes encontrar enteras o puedes encontrar piezas de ellas para montarlas, también puedes desmontarlas.
El juego también cuenta con un sistema de mods, que son artículos de modificación que los hay para las herramientas, armas, armaduras, vehículos, el mazo robótico, la torreta robótica y el dron robótico, al equiparlas puedes mejorar los atributos y/o darles otras habilidades, y algunos mods incluso le cambian el aspecto.
Al jugador se le puede vestir con ropa que se encuentre y esto afectará a mejor o a peor en el tema de los climas y las temperaturas, la ropa no se te puede romper pero tampoco añadirles mods. También se le puede poner armaduras para la protección de los zombis y otros peligros, las armaduras si se te pueden romper y también tienen niveles de calidad y dependiendo de ello se le pueden poner más mods o menos y los atributos son aleatorios y no dependen del nivel de calidad, las armaduras están divididas en ligeras y pesadas con unas ventajas y desventajas en cada categoría.
También tendrás que sobrevivir al calor o frío, al calor sobrevives tomando agua o bebidas para refrescarte e hidratarse, llevar ropa ligera o dándote un baño en el agua, etc. Y al frío sobrevives abrigándote bien con ropa que te abriguen o estar al lado de una hoguera (fogatas), etc.
El juego cuenta de momento con un total de 5 vehículos: la bicicleta, la minimoto, la moto, el camión 4x4 y el giróscopo. Tendrás que buscar las partes de cada vehículo para construirlo, en los vehículos podrás viajar por el mapa más rápidamente y también cuentan con luz para la noche excepto la bicicleta y el giróscopo, cada vehículo cuenta con un sistema de almacenaje (uno más grande que otros) para guardar el botín. También puedes atropellar a los NPCs (excepto a los comerciantes) y en el camión 4x4 pueden ir hasta cuatro personas (con modificaciones). También el sistema de colisión es más realista y al conducir te da hambre y sed.
El juego también cuenta con climas, lluvia, tormentas y niebla en cualquier bioma excepto el bioma bosque de nieve y en el desierto, y nevadas en el bioma bosque de nieve. El clima podrá afectar al jugador por la temperatura y la humedad.
El juego cuenta con un sistema de personalización del personaje antes de empezar una partida, o elegir un modelo de personaje entero.
El jugador puede construir su propio hogar, destruyendo las ya existentes y reuniendo los materiales necesarios para construir su propio refugio o puede reutilizar cualquier estructura generada por el juego y convertirla en su refugio. Ahora la generación procedural está muy mejorado con carreteras, ciudades y pueblos más realistas. El mapa generado al azar cuenta con carreteras y caminos que conducen a puntos POI (puntos de interés) tales como pueblos, ciudades, gasolineras, tiendas, casas abandonadas totalmente libres de zombis, etc. Actualmente el juego cuenta con más de 550 ubicaciones explorables en total.
El juego tiene también un sistema de niveles y un sistema de habilidades. El jugador puede subir de niveles (hasta el nivel 200), con cada nivel que suba te dará un punto de vida y estamina y también unos puntos que podrás gastarlos en cada habilidad de las habilidades. Las habilidades son una lista de habilidades para mejorar el personaje en ciertas cosas como en el combate con ciertas armas, minería, la calidad del botín, etc. Se necesitan puntos para mejorar los niveles de cada habilidad de las habilidades. También las herramientas y las armas tienen hasta 6 niveles de calidad y un sistema de "salud" que muestra cuando se romperá y dependiendo del color de la "salud" y un número se sabe el nivel de calidad del arma o herramienta, a mejor nivel hace que se le pueda acoplar más mods.
El juego también cuenta con un sistema de sigilo y un sistema de distracción para evitar los conflictos innecesarios con los zombis. Los zombis podrán escuchar cualquier ruido, y les atraerán las fuentes de luz que ellos vean. No hay escapatoria ya que cavaran, destruirán las paredes o las puertas e incluso edificios enteros si es necesario para poder llegar al jugador y matarlo. Conforme pasan los días, a veces vendrán minihordas de zombis, perros zombis, osos zombis, buitres zombis y de lobos. El jugador puede construir trampas para la defensa de su base tales como pinchos de madera, alambradas o minas explosivas. También se puede mejorar los bloques desde la madera hasta el acero pulido o hacer bloques concretos como los de cemento, piedra o ladrillo. Cada 7 días aparecerá la luna de sangre y el jugador recibirá una gran horda de zombis que será más grande y con zombis más fuertes a medida que el jugador sube de nivel. Ahora cada noche la luna aparecerá con su respectiva fase lunar como en la vida real hasta el día de la horda que será la luna de sangre. Ahora el juego tiene una nueva opción que se llama sentido salvaje que hace que los zombis te vean y te escuchen a muchos km de distancia.
El juego tiene también sistema ragdoll ("muñeco de trapo") que trata de que los zombis y los animales zombis cuando saltan o se caen desde cierta altura o son atropellados no se quedan rígidos y caen de manera muy realista.
En el juego también hay la característica "zombis durmientes", hay que tener cuidado dentro de los edificios ya que a veces pueden haber zombis "durmiendo" que empezarán a moverse si escuchan un ruido cerca o si pasas cerca de ellos, y conforme el jugador avanza de nivel te encontrarás con zombis más fuertes como los ferales.
El juego también cuenta con la característica "armarios de zombis", que trata de que salen zombis de los armarios u otros sitios cerrados cuando el jugador se acerca y pueden ser zombis más fuertes como los ferales conforme el jugador avanza de nivel.
El juego cuenta con el sistema de electricidad, en donde se puede unir cables, poner placas solares, generadores de motores y/o de baterías, conectar aparatos eléctricos, trampas eléctricas tales como cuchillas giratorias o torretas automáticas, hay sensores de movimiento, placas de presión, interruptores, fuentes de luz, entre otras cosas.
El juego también tiene el sistema de pintura en donde las armas, las herramientas, las armaduras, la ropa, los vehículos, el mazo robótico, la torreta robótica y el dron robótico se pueden teñir de colores con unos tintes especiales. Y los materiales se pueden pintar de colores o de texturas directamente con un pincel y pintura, los materiales pintados para adornar las construcciones que hagas. 
Los zombis poseen captura de movimiento y se les puede mutilar las piernas, los brazos y la cabeza y les afecta la física a la hora de caminar, ser golpeados o explotar con una bomba. En el Alfa 20 han implementado una mejora del sistema de desmembramiento pero de momento solo en unos pocos zombis, y las mejoras son más realistas como que las extremidades cortadas caen al suelo o que la cabeza del zombi la puedes reventar en parte si utilizas un arma contundente o se la decapitas si utilizas un arma blanca, y se ve como cae la cabeza del zombi.
Los zombis pueden ahora agacharse y gatear, si ven un obstáculo en sus cabezas pero pueden caber agachados.
Ahora los brazos del jugador/a, todos los zombis (personas), el perro zombi, y todos los comerciantes son en HD y más optimizados.
Los zombis tienen ahora varias animaciones aleatorias de "entrada" y caída y animaciones de natación (también el oso).
Tanto los zombis y los NPCs comerciantes tienen seguimiento de cabeza, girarán la cabeza para mirar a su objetivo.
El juego cuenta también con un sistema de misiones APN y búsqueda de tesoros. El jugador tendrá misiones al comienzo del juego, misiones que te dan los comerciantes y encontrando notas para misiones y para la búsqueda de tesoros.
En el juego hay NPC's comerciantes que puedes comerciar con ellos y hacerles favores (misiones) a cambio de recompensas y experiencia, cada uno se encuentra en una base propia. Cada comerciante tiene su propia voz en inglés.
El juego tiene un editor de niveles.
El juego cuenta con unos 43 logros de momento, de los cuales algunos son ocultos. Hay cromos del juego en Steam.
El juego dispone de 14 idiomas con traducciones completas. 
En el juego ya hay compatibilidad total con los mandos.
El juego ya tiene compatibilidad con el Directx 11 y el Vulkan.
Existen diferentes tipos de zombis que son los zombis "normales", los ferales y los irradiados, hay algunos que solo se encuentran en determinados lugares, aunque en la luna de sangre, algunos se podrán encontrar entre la horda. Un ejemplo es el leñador, exclusivo del bioma bosque de nieve.
El juego también tiene iconos de alta definición para todos los objetos y hay objetos en que te pone un icono más pequeño que indica la finalidad de ese objeto, ejemplos: en las granadas te indican claramente que es un explosivo o que un objeto puede ser un mod o una pieza de un arma, etc.
Ahora los zombis tienen una nueva mecánica que consiste en correr un poco hacia el jugador cuando reciben daño.
El juego cuenta también con el sistema de ganzúas.
El juego tiene sistema de resolución dinámica.
Por primera vez se añade en el juego la primera versión de Twitch Integration.
El juego tiene como una especie de constructor de mundos por todas las mejoras que han implementado en el Random Gen World, ya que puedes elegir que tipo de mapa quieres si con ríos, con montañas, con ciudades, con pueblos, etc, y con que frecuencia. Cuenta también con un generador de sistema parcial que consiste en que antes de que crees un mapa, te sale la vista previa del mapa para que veas más o menos como va a ser, por si te interesa.
Actualmente el juego está en fase Alfa y de momento no se han implementado algunas de las características planeadas, por ejemplo, el Workshop, etc.

## Mods
El videojuego con el tiempo ha recibido y sigue recibiendo numerosos mods que amplían el contenido del juego, hay mods menores para la interfaz del juego o sea para los HUDs, estos mods hacen más cómodo y más accesible las características del jugador que por medio normal no salen directamente en la pantalla como el medidor del hambre o el de la sed. Los mods más interesantes son aquellos que agregan más recetas, armas, loot, nuevas características, HUDs para la interfaz del juego, etc. E incluso en algunos mods hasta agregan nuevos animales, nuevos zombis, etc. Algunos mods grandes conocidos son: Ravenhearst, Darkness Falls, War of the Walkers, Undead Legacy, Age of Oblivion, Sorcery Mod. Estos grandes mods ya no lo desarrollan: Valmod, Starvation. Se espera que algún día metan el Workshop.

## Clases de zombis
Zombis genéricos que aparecen en casi cualquier lugar:
- Niña putrefacta.

- Motociclista.

- Boe.

- Hombre de negocios.
- Darlene.

- Demolición: es un zombi más fuerte que los normales y que lleva en el pecho una C4 que cuando le disparas a ella o el zombi le queda poca vida se activará el explosivo y explotará. Aparece en las hordas dependiendo del nivel del jugador.

- Turista.

- Mamá gorda.

- Conserje.

- Joe.

- Científico.

- Material peligroso.

- Marlene.

- Moe.

- Enfermera.

- Fiestera.

- Gritón: es una zombi que rastrea el jugador, ya que aparece cuando el jugador produce mucho ruido o por una gran fuente de calor. Suele chillar pero cuando ve al jugador produce un grito mayor que hace aparecer más zombis a tu alrededor. Y salen en las hordas.

- Matón.

- Soldado.

- Araña: puede pegar grandes saltos hacia el jugador y camina a cuatro patas. Ahora tiene otro modelado en HD más terrorífico.
- Steve.
- Oruga: este zombi va arrastrándose debido a que le falta la mitad de su cuerpo de cintura para abajo.
- Tom Clark: el modelo de este zombi era antes la araña, pero ahora es un zombi normal.
- Trabajador público.
- Yo.

- Criatura salvaje: son los ferales originales, corren siempre, tienen más salud que los zombis normales y son muy feroces. Aparecen en algunos lugares y en las hordas a partir de que el jugador está a un nivel avanzado.

Zombis especiales que aparecen según el tipo de bioma:
- Leñador: aparecen en el bioma nevado, son más lentos porque están congelados pero son muy resistentes y fuertes.

- Quemado: suelen aparecer en el bioma bosque quemado, en sitios quemados y durante las hordas.

- Policía: suelen aparecer en el bioma ciudad aunque aparecerán en más sitios cuando el jugador esté a un nivel avanzado, son fuertes y resistentes y vomitan para atacar a distancia y cuando les quedan poca vida corren hacia el jugador para explotar.
- Mutante: al parecer son los zombis que más han estados expuestos a la radiactividad. Por eso se aprecia los enormes tumores y deformidades en todo su cuerpo y aparte expulsa fluidos irradiados por todas partes.

Versión feral: todos los zombis tienen su versión feral excepto el demolición y los animales zombis. Siempre les brillan los ojos en amarillo, corren siempre, pegan más duro, son más agresivos y tienen más salud que su versión normal, aunque son inferiores que los irradiados. Empiezan aparecer cuando el jugador ha alcanzado cierto nivel y conforme subes de nivel aparecerán con más frecuencia.
Irradiados: zombis que debido a una exposición muy alta a la radiación después de la pandemia han mutado sus habilidades, ahora son de color verde fosforito, corren siempre, son igual de agresivos que los ferales, pegan más duro que los ferales, tienen más salud que los ferales y regeneran su salud con el tiempo. Empiezan aparecer después de los ferales dependiendo del nivel del jugador y conforme avanzas de nivel su aparición es más común. Todos los zombis tienen su versión irradiada excepto el demolición, la oruga y los animales zombis (a excepción del buitre irradiado).

## Animales y animales zombis
Aparte de los zombis también se puede encontrar animales y animales infectados:
- Oso: animal grande agresivo que corre y te atacará si te acercas demasiado, te lo puedes encontrar en el bosque, bosque quemado, bosque de nieve y en el bioma ciudad destruida, es una fuente de carne, piel, grasa animal y huesos.
- Pollo: el pollo corre mucho y suele aparecer en cualquier bioma, si lo cazas te dará carne y plumas.
- Serpiente: cuidado con la serpiente que acecha por el desierto, si lo cazas te dará carne y piel.
- Oso zombi: son osos infectados que ahora son más fuertes en todos los sentidos que un oso normal. Aparecen en los bosques quemados, ciudades, pueblos, ciudades destruidas y en el interior de unos pocos edificios, a partir del día 28 pueden aparecer por el grito de un gritón y dependiendo del nivel del jugador pueden aparecer minihordas de ellos. Dan piel, grasa animal, huesos y carne podrida.
- Buitre irradiado: es el único animal zombi hasta ahora que puede salir irradiado y curiosamente no es de color verde fosforito. Pueden vomitar a largas distancias y aparecen en las hordas dependiendo del nivel del jugador. Te darán carne podrida y muchas plumas.
- Jabalí: animal neutral que se le puede encontrar en casi cualquier bioma, si le atacas te atacará y es una fuente de carne, piel, grasa animal y huesos.
- Coyote: los coyotes salen en el desierto y no te atacarán excepto si te acercas mucho, son ligeramente más pequeños que los lobos y hacen menos daño. Si los cazas te darán carne, piel, grasa animal y huesos.
- Puma: el león de montaña (puma) esta en el bosque de nieve, es muy agresivo y es más feroz y fuerte que los lobos y posiblemente que el lobo gigante. Al cazarlo te dará carne, piel, grasa animal y huesos.
- Ciervo: animales grandes pasivos que se encuentran en casi cualquier bioma y los hay machos y hembras, los machos son ligeramente más grandes que las hembras y tienen cuernos y las hembras no tienen cuernos, son una fuente de carne, piel, grasa animal y huesos.
- Perro zombi: perros infectados que ahora son salvajes y agresivos, corren mucho incluso de día. Aparecen en las ciudades, pueblos, vertederos, rara vez en el bosque, en el bosque quemado, en las ciudades destruidas, en las hordas, en minihordas y a partir del día 28 por el grito de un gritón. Dan piel, grasa animal, huesos y carne podrida.
- Grace: se trata de un jabalí gigante radiactivo y de tono verde debido a experimentos con el super maíz y la radiactividad en una granja de experimentación con jabalíes. Solo aparece uno por cada granja de experimentación y es muy fuerte y con mucha salud, al matarlo ofrece una gran cantidad de carne, piel, grasa animal y huesos, curiosamente no da carne podrida por lo tanto no es un animal zombi.
- Lobo gigante: lobos que son más grandes y les brillan los ojos en amarillo, son más fuertes, duros y feroces que el lobo y aparecen en el bosque pero con menos frecuencia. Te darán carne, piel, grasa animal y huesos.

- Conejo: el conejo se encuentra en casi cualquier bioma, corren mucho y puedes cazarlos, te darán carne, piel, grasa animal y huesos.

- Lobo: lobo de tamaño mediano que es agresivo si te acercas a él, a veces aparecerán minihordas de lobos y están en el bosque. Te darán carne, piel, grasa animal y huesos.

- Buitre zombi: son buitres infectados que suelen volar en todos los biomas excepto en los bosques, a veces aparecen minihordas de ellos. Te darán carne podrida y muchas plumas.

## Multijugador
El modo multijugador en 7 Days to Die está disponible a través de los servidores de la plataforma Steam y permite que varios jugadores jueguen entre sí y se puedan comunicar entre ellos en un solo mundo. Además los jugadores pueden administrar sus propios servidores o usar un proveedor de hosting. Los mundos para un solo jugador también funcionan a través de la red de área local, lo que les permite a los jugadores unirse a distintos mundos teniendo los ordenadores interconectados a nivel local sin la necesidad de una configuración de servidor. El jugador también es capaz de proporcionar un amplio apoyo a través de la red de área local para acceder a mundos de un solo jugador.
Actualmente hay 1 modo de juego compatible con el multijugador: el modo de supervivencia con el tipo del servidor PvP o PVE.

## Recepción y crítica
Las versiones de 7 días en morir de PlayStation 4 y Xbox One recibieron críticas de "mixtas a desfavorables" de acuerdo con la opinión de la página web de Metacritic.
A partir de junio del año 2018, el videojuego obtuvo una revisión "muy positiva" por más de 46,000 revisiones en Steam y fue uno de los "Mejores 100 juegos en ventas del año 2017" en Steam, a pesar de que aún se encuentra en fase de desarrollo Alfa.